# Jan Benda
Jan Jíří Benda (Benátky nad Jizerou, 1713 - 1752) fou un teixidor i músic bohemi, germà de František Benda i Georg Benda.